# Askino
Askino (ros. Аскино) – wieś (sieło) w Rosji, w Baszkortostanie, ośrodek administracyjny rejonu askińskiego. W 2010 liczyła 6918 mieszkańców.